# Station Chabrières
Station Chabrières is een spoorwegstation in de Franse gemeente Entrages.